# Nikos Veliotis
Nikos Veliotis (* 26. Februar 1970 in Athen) ist ein griechischer Musiker, Komponist und Cellist.

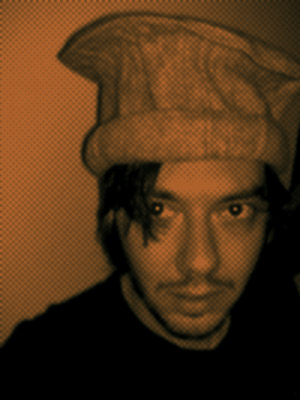
Nikos Veliotis, vor 2008

## Biographie
Veliotis erlernte anfänglich das klassische Klavierspiel bis zu einem Alter von 16 Jahren. Er beschäftigte sich mit der elektronischen Musikszene in Athen und gründete 1988 In Trance 95 zusammen mit Alex Machairas. Er begann dann im Alter von 21 Jahren das Cellospiel zu erlernen. Ende der 1990er Jahre widmete er sich ausschließlich experimentellen Arbeiten in Klang und Bild und trat solistisch und in bereits bestehenden Musikgruppen auf. Ab 2000 begann er eine Zusammenarbeit mit dem griechischen Musikpartner Giannis Aggelakas, mit dem er zwei Alben herausgab.
2008 gründete er Mohammad (bekannt auch unter dem Namen MMMD) zusammen mit ILIOS. Am 21. März 2009 verwandelte er beim Install Festival in Glasgow in einer Live-Performance mit dem Titel ‘Cello Powder [The Complete Works for Cello]’ sein Cello in Puder. Er besitzt einen Rundbogen (BACH.Bogen n° 19), mit dem er neue Spielweisen am Cello realisiert. Er hat weiterhin für Tanz, Theater und Film komponiert. Von 2000 bis 2007 organisierte Veliotis das 2:13 Festival für Experimentelle Musik in Athen.

## Diskographie

### Solo
- β (2001), Confront Recordings
- Radial (2004), Confront Recordings
- Folklor Invalid (2013), Antifrost, mit Giannis Aggelakas

### Kollaborationen
- 28/04/2001 (2001), absurd, mit Costis Drygianakis
- VW (2002), absurd, mit Dan Warburton
- Quartet (2004), Hibari Music, mit Taku Sugimoto, Kazushige Kinoshita, Taku Unami
- The Harmless Dust (2005), Vectors, Headz, mit David Grubbs
- Οι Ανάσες Των Λύκων (2005), Alltogethernow, EMI
- Πότε Θα Φτάσουμε Εδώ (2007), Alltogethernow, EMI
- Slugabed (2010), Hibari Music, mit Klaus Filip
- Caspian Black (2015), Alt.Vinyl, mit Xavier Charles

### Musikgruppen
- In Trance 95: Code Of Obsession (The Trance Dance Alternatives Vol. 1) (mit Alex Machairas)
- Cranc All Angels ( mit Rhodri & Angharad Davies)
- Fred Van Hove / Ivo Vander Borght / Nikos Veliotis: FIN Trio (WIMpro – WIMprozes, 2002)
- Looper ( mit Ingar Zach & Martin Küchen)[2]
- MMMD / Mohammad ( mit ILIOS & Coti K.) / MMMD ( mit ILIOS)[3]

## Kompositionen
- V (2002), basierend auf Aufnahmen mit Violine & Cello
- qpdbqp (2002) für 6 Musiker (Piano, Saxophon, Klarinette, Harfe, Cello und Elektronik)
- aceghd (2004) für Quartett (Violine, Cello, Gitarre und Bass-Gitarre)
- FULL (2003) für Cello overdubs
- Mugs on Speed (2008) für 9 Becher auf Marmor
- 4D für (2008) 0 Ensemble

## Kompositionen für Cello mit  Rundbogen
- Haris Kittos – ÁTROPO  2002
- Reyaldo Young – earlier person under the train 2002
- Dimitris Kamarotos – 85:03:03 2002
- Michalis Adamis – ANELIGMA 2002
- Daryl Runswick – SONATA ('Gracing') 2002
- Dai Fujikura – Secret Breath 2001

## Intermedia
- Vomvos 2003, für Cello und Video[4]
- Cello Powder [The Complete Works for Cello] 2009, Multimedia Performance mit vorproduzierten Celloklängen, Video und Live Aktionen[5]